# Francisco Caro Palomino
Francisco Alonso Caro Palomino, nacido en Lima - Perú - 1980. De padres Limeños.
Licenciado en Educación, Arte y Cultura, con estudios de Maestría en Gestión Cultural, Patrimonio y Turismo en la Universidad de San Martín de Porres, asesor musical del Centro de Música y Danza de la Pontificia Universidad Católica del Perú (CEMDUC); coordinador de Gestión Cultural y Proyección Social de la Institución Educativa Parroquial San Columbano, docente del Programa de Artista Profesional en la Escuela Nacional Superior de Folklore José María Arguedas (ENSFJMA) asesor de arte, proyección y vinculación cultural de Instituciones Educativas de Menores.
Ha participado en la producción artística del Festival Internacional de Cajón Peruano así como también es productor artístico y gestor cultural del Encuentro Internacional de Quenistas, ambos festivales se desarrollan en la ciudad de Lima - Perú.
Realizó sus primeros estudios musicales en el Conservatorio y el Museo de Arte de Lima. tuvo como primeros maestros a los guitarristas Pepe Torres, Rafael Amaranto y Juan Ramírez.
en el Charango sus maestros fueron Pedro Arriola y Wilber Sandoval.
Su formación profesional se desarrolló en la Escuela Nacional Superior de Folklore José María Arguedas, destacando con el 1º puesto de su promoción a lo largo de los 5 años de estudio.
Es titulado en dicha casa de estudios con su trabajo la Polka Criolla propuesta metodológica para la iniciación rítmica.
En su etapa de formación profesional ha tenido como maestros a los guitarristas: Álvaro Lagos, Javier Molina, Alejandro Velásquez.  a los charanguistas Justino Alvarado y Fredy Gómez. A los percusionistas Marco Oliveros y Hugo Alcázar. y otros instrumentos en forma autodidacta.
Actualmente se desempeña como maestro de educación de menores y superior, gestor cultural y productor artístico.
Participa en la Organización del Festival Internacional de Cajón Peruano, en Lima, Perú.
Gestor Cultural en el Encuentro Internacional de Quenistas, en Lima, Perú.